# Буковяни
Буковяни (пол. Bukowiany) — село в Польщі, у гміні Садове Опатовського повіту Свентокшиського воєводства.
Населення — 90 осіб (2011).
У 1975-1998 роках село належало до Тарнобжезького воєводства.

## Демографія
Демографічна структура на день 31 березня 2011 року:
|          | Загалом | Допрацездатний вік | Працездатний вік | Постпрацездатний вік |
| -------- | ------- | ------------------ | ---------------- | -------------------- |
| Чоловіки | 45      | 13                 | 26               | 6                    |
| Жінки    | 45      | 8                  | 23               | 14                   |
| Разом    | 90      | 21                 | 49               | 20                   |